# Feitiço de amor

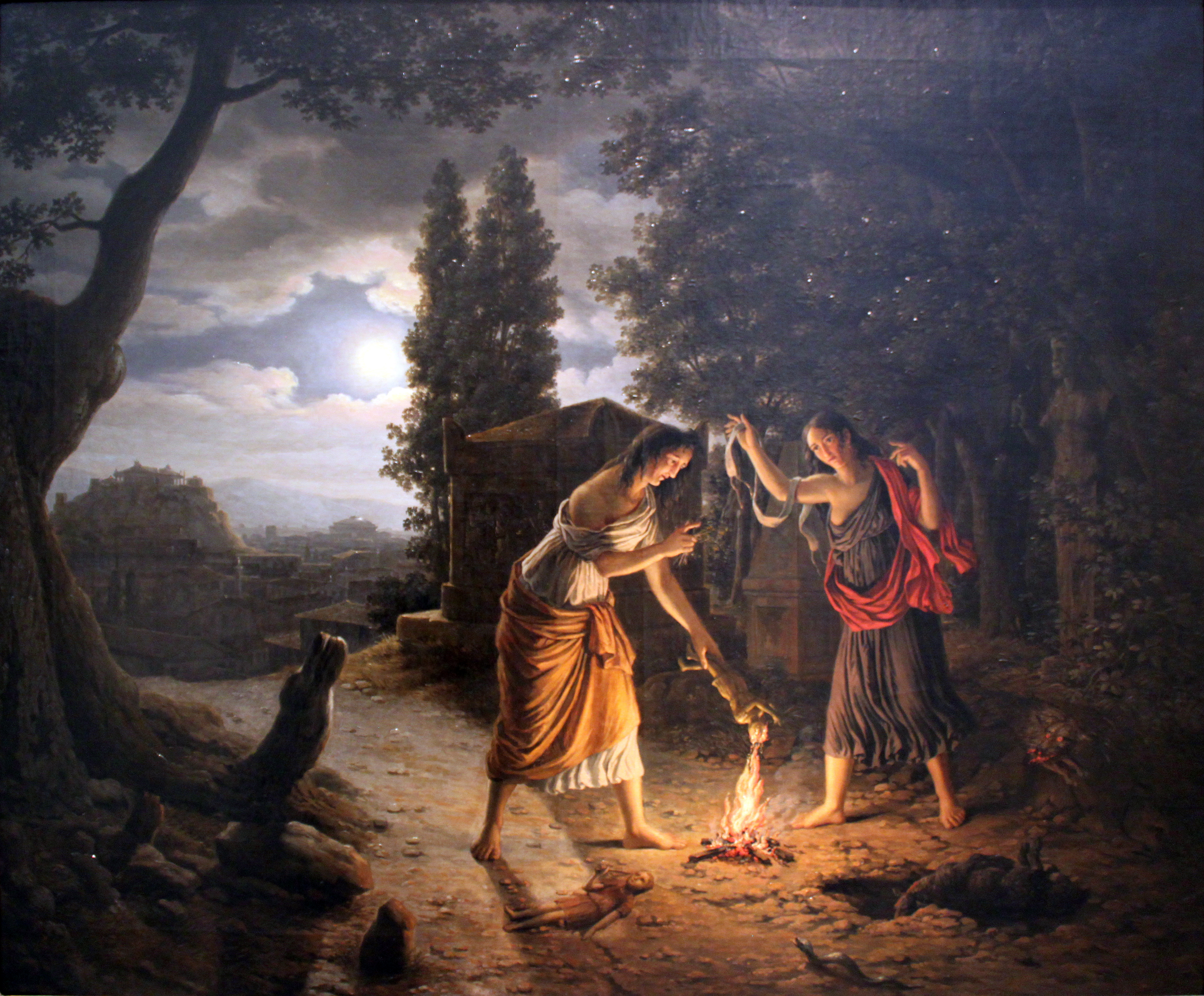
Romanas fazendo um feitiço de amor.
Johann Erdmann Hummel, 1848.

Feitiço de amor diz respeito a todo tipo de mágica utilizada para, de alguma forma, despertar o amor ou a paixão entre pessoas, sem uso de atividade direta de conquista. A magia amorosa pode ser feita em muitas formas (como poções, escritos, bonecos, encantamentos, amuletos ou rituais), variando conforme as épocas e lugares.
A prática da feitiçaria para a conquista amorosa, ou do objeto sexual desejado, é comum em todo o mundo, sendo encontrada em várias culturas. No países ocidentais ela está intimamente ligada às práticas da feitiçaria da Idade Média, onde se dizia herdeira dos segredos egípcios e das sibilas de Roma.

## Ótica sociológica
O estudo dessas práticas pela sociologia e antropologia ajuda a compreender as formas que as pessoas as utilizam para a construção de laços sociais mais estreitos.
Malinowski sugere que a prática de feitiçaria amorosa reduz a ansiedade que o seu praticante sente no processo da conquista amorosa. Já Pierre Bourdieu acentua que o uso de tais artifícios por feiticeiras é parte da luta entre o dominado e o dominante: "As próprias estratégias simbólicas que as mulheres usam contra os homens, como as da magia, continuam dominadas, pois os conjuntos de símbolos e agentes míticos que elas põem em ação, ou os fins que elas buscam (como o amor, ou a impotência, do homem amado ou odiado), têm seu princípio em uma visão androcêntrica em nome da qual elas são dominadas. Insuficientes para subverter realmente a relação de dominação, tais estratégias acabam resultando em confirmação da representação dominante das mulheres como seres maléficos, cuja identidade, inteiramente negativa, é constituída essencialmente de proibições, que acabam gerando igualmente ocasiões de transgressão" - onde a magia (junto à sedução e intuição) são "as armas da fraqueza" feminina contra a dominação masculina.

## Histórico
Desde os tempos mais primitivos da civilização que objetos encontrados fazem supor a existência de feitiços que buscavam a fertilidade; do paleolítico um destes objetos em particular, encontrado em Isturits, feito numa lâmina de osso, traz em um lado a curiosa figura desenhada de uma mulher com um arpão na coxa, seguida por um homem - enquanto no lado oposto mostra bisões feridos pelo mesmo tipo de arma - o que leva à interpretação de que se trata de um encantamento de amor.

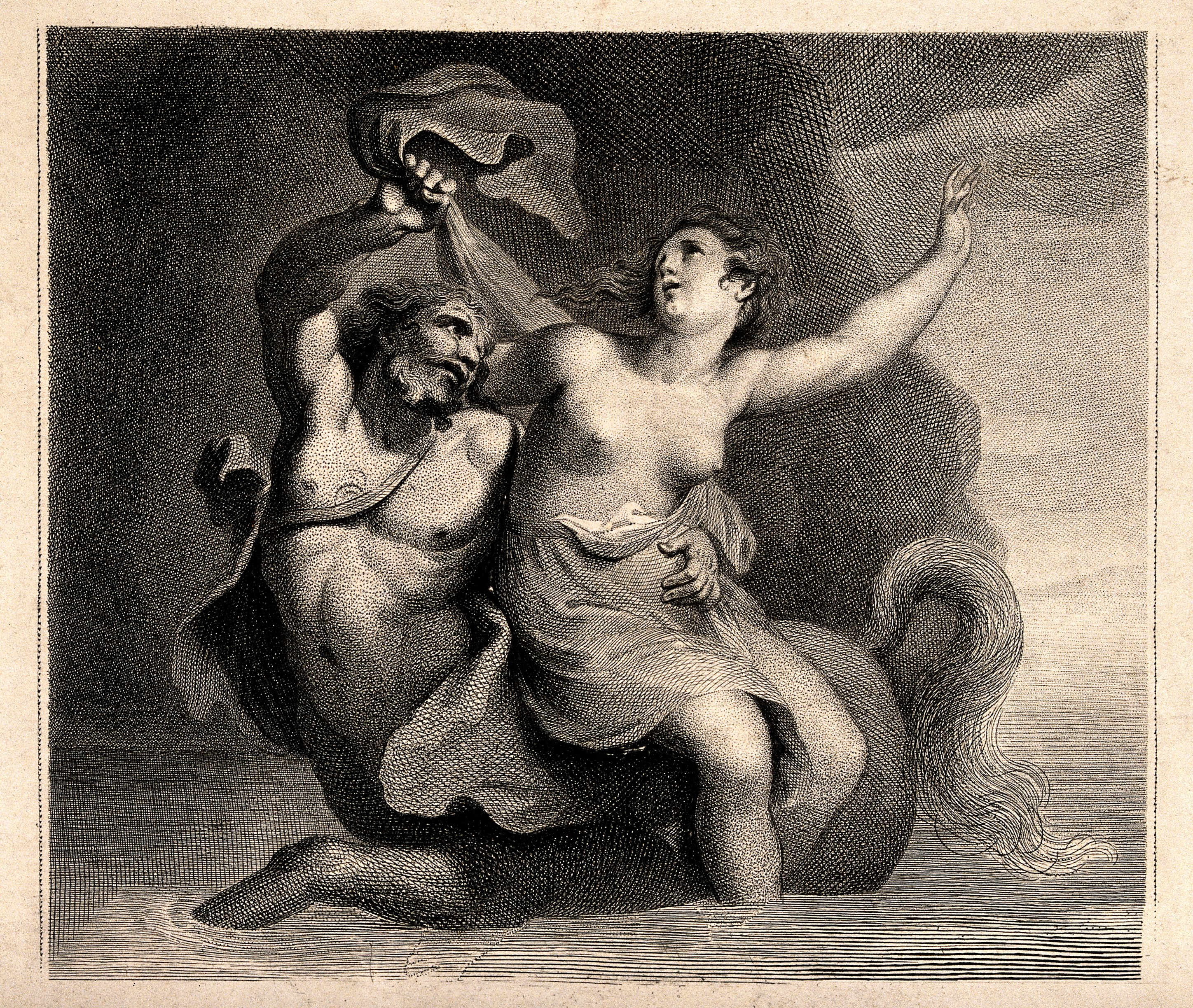
Nesso enganou Dejanira com falso feitiço de amor.

Na Grécia a mitologia traz alguns casos em que o uso de artifícios mágicos era capaz de despertar o amor; assim é que Hera pediu a Afrodite para lhe emprestar seu cinturão com que seduzia aos mortais e imortais, ao pretexto de apaziguar uma briga de seus pais mas, em vez disto, usou-o para seduzir a Zeus e assim favorecer os gregos na Guerra de Troia - como narra o canto catorze da Ilíada.
No mito de Hércules, após este ficar três anos preso como escravo da rainha Onfale, o herói desposa Dejanira; com ela viajava quando, para atravessar um rio, pediu ao centauro Nesso que conduzisse a esposa, mas este tentou raptá-la e Hércules o alveja mortalmente; antes de morrer, Nesso disse a Dejanira que recolhesse um pouco de seu sangue, que lhe serviria de feitiço de amor para conservar o marido - quando, na verdade, era um veneno que, ao ser usado numa crise de ciúmes da esposa, levou o herói a um sofrimento excruciante e Dejanira, desesperada pelo que fizera, enforcou-se.
Cleopatra teria se servido de uma poção do amor para seduzir César; esta teria sido preparada com uma planta como o estramônio ou outras da família Solanaceae - ervas cujo poder Homero já havia relatado.
O Sefer ha-Razim, obra judaica conhecida por Livro dos Mistérios e escrita entre os séculos IV e VI, traz em seus textos fórmulas mágicas e conjurações das forças naturais para dominar, entre outras coisas, o amor.
O orvalho era símbolo de fertilidade; na alta Idade Média banhar-se no orvalho era parte de feitiço amoroso.
Quando os conquistadores chegaram às Américas, encontraram em seus povos uma grande experiência cultural na produção de feitiços amorosos, especialmente entre os astecas e incas.
Já no século XVI, a Inquisição identificava entre os cristãos-novos a prática de feitiços de amor, na Bahia - num dos casos, em 20 de Agosto de 1591, Paula de Siqueira denunciou a cristã-nova Beatriz de Sampaio por lhe ensinar magias para que prendesse o marido; em outro caso nesse mesmo ano, que marcou a primeira visitação do Tribunal do Santo Ofício a Salvador, Violante Carneira foi denunciada por fazer um feitiço capaz de fazer um homem amar uma mulher.

## Feitiços de amor no herbalismo

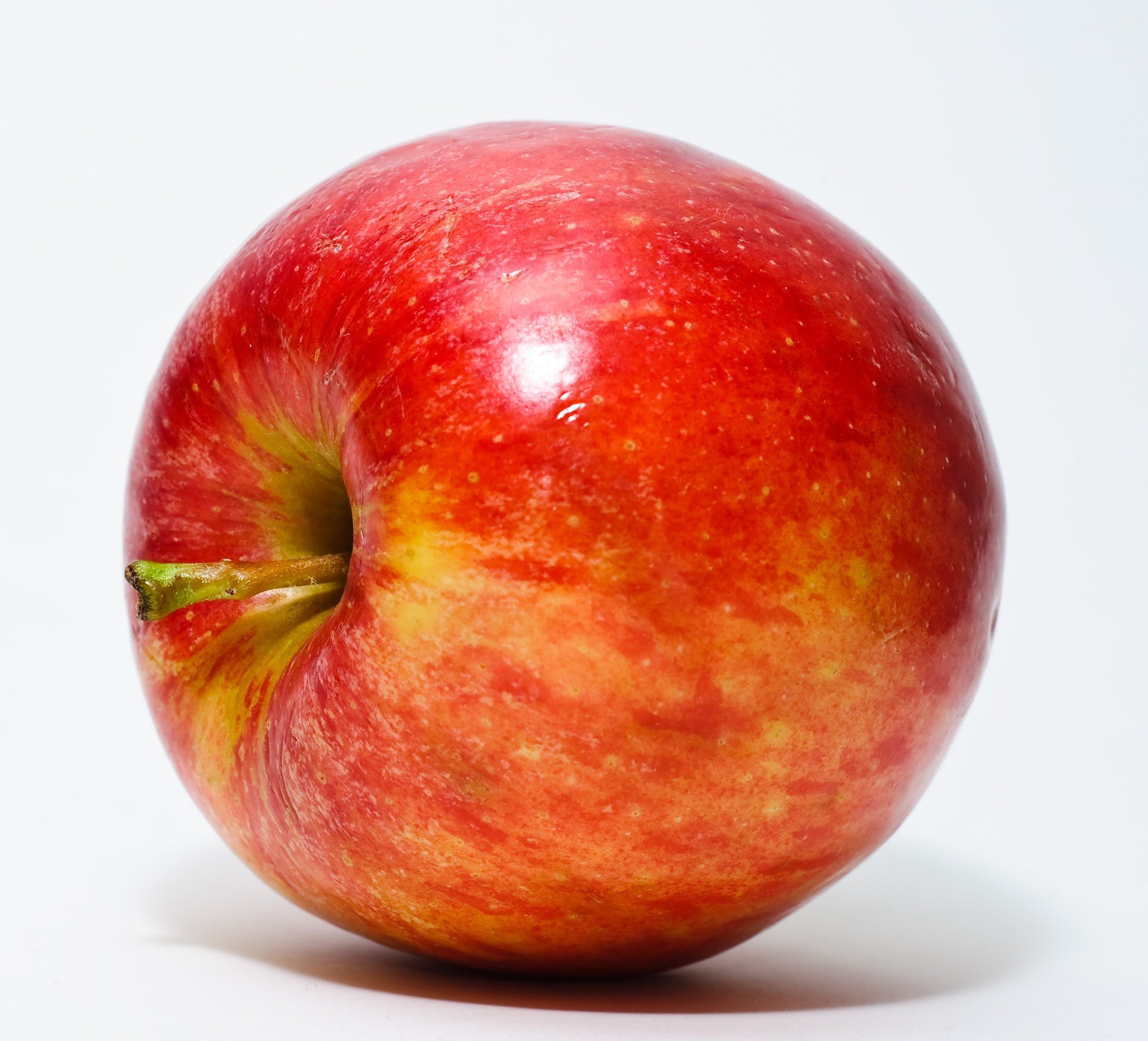
A maçã se presta a vários feitiços de amor.

Modernamente, diz Scott Cunningham, o amor "é uma necessidade mágica comum e várias dezenas de plantas fazem o trabalho (de atraí-lo)"; embora pessoas digam que feitiços de amor nunca devem ser feitos durante a lua minguante, Cunningham diz que os astros não interferem na magia.
A maçã se presta a muitos feitiços de amor tanto a fruta in natura, como suas flores em sachês, cervejas, incensos e velas; um dos mais simples, segundo este autor wicca e herbalista, seria o de cortar a fruta ao meio e compartilhar com objeto do amor: se a pessoa comer, os dois serão felizes juntos.
Outros feitiços com a maçã são relatados por Cunningham: a pessoa deve segurar a fruta nas mãos até que ela fique aquecida e, então, dar ao pretendido(a) - tal como no caso anterior, se a pessoa comer o amor acontecerá; a fruta era muito usada nas adivinhações e eram populares na Europa, entre as mulheres solteiras para saber se se casariam: cortando a fruta e se o número de sementes encontrado for par ela se casaria em breve, o oposto ocorrendo se for ímpar (se uma das sementes for cortada, por acaso, o casamento será tempestuoso; se duas sementes, haverá viuvez).
Mas o feitiço mais complexo, usando a maçã, consiste em colher uma fruta antes de "cair da árvore", escrevendo nela com uma faca "Aleo" e "Deleo Delato", enquanto se pronuncia a seguinte conjuração: "Eu te conjuro, maçã, por esses nomes que estão escritos em ti, para que (nome da pessoa) a toque e, provando de ti, possa me amar e arder no meu amor como a cera se derrete ao fogo"; depois a fruta deve ser dada à pessoa, mas sem que esta seja avisada.
Outras plantas com propriedades mágicas no amor são o aloé, a raiz de lírio (que a pessoa deve levar consigo, para atrair o amor) e para incensos de amor (além da maçã)  erva-cidreira, cardamomo, canela, gengibre e baunilha.

## Através do mundo
Na China as práticas são bastante comuns. Na província de Yunnan, por exemplo, muitos grupos étnicos acreditam que a pessoa amada pode ser induzida e satisfeita por meio da bruxaria; a feitiçaria erótica possui diferentes formas de ser praticada - indo desde a magia dirigida à alma, os encantamentos, até remédios para a paixão (em geral para estimular o desejo sexual na pessoa amada) - sendo uma forma de uso bastante comum entre as pessoas dos grupos étnicos daquela região chinesa para tentar influenciar o amor. Estas práticas são reputadas ao baixo conhecimento da população e a circunstâncias particulares de sua cultura, e muitas vezes influenciam suas ideias e o casamento; para a realização de seus encantamentos e feitiços os chineses servem-se de drogas feitas com determinadas plantas e até animais (dentre os quais até mesmo insetos venenosos).
Na Espanha a feitiçaria tem largo uso histórico ao longo dos séculos e também no presente, nas áreas rurais, por meio de práticas que a Igreja classifica como "superstições"; registros dos anais da Inquisição dão conta de vários tipos de rituais que vão desde a invocação de seres de outro mundo a cantos mágicos para conseguir os favores do pretendente, conjurações aos astros e até mesmo a santos como Santa Helena, Santa Marta (por vezes chamada "bruxa Marta"), Santo Onofre e outros.
No México do século XVII o espanhol Hemando Ruiz de Alarcón recolheu entre os médicos indígenas um esconjuro para provocar o amor, que dizia:
En el lugar del cerro o del espejo, en el lugar del encuentro,
yo llamo mujer, yo canto mujer.
Aquí me aflijo; vengo a afligirme.
Ya llevo a mi hermana mayor, Xochiquétzal,
con una serpiente se viene ciñendo,
viene atándo-se los cabellos
Ya ayer, ya pasado mañana 
con ella lloro, con ella me aflijo. 
Tal vez sea verdadera diosa, 
tal vez sea verdadera potentada
No Peru é antiga a crença entre os incas de objetos mágicos com o poder amoroso: narra a vida de Sinchi Roca, segundo imperador em Cuzco, que um pastor de lhamas entrara na sua casa e levou uma jovem que ele queria muito bem. O Inca mandou capturá-los e os fez torturar para que contassem porque havia cometido tal pecado; a jovem então revelou que se enamorara do lhamamichi" assim que o viu portando um "huacanqui" (amuleto de amor), e o pastor confessou, por sua vez, que havia recebido tal objeto enfeitiçado de um demônio, numa gruta. Fazer feitiços de amor, "amarres", "ajustes", sempre foi e é uma das habilidades mais solicitadas aos mestres curandeiros peruanos.

### No Brasil

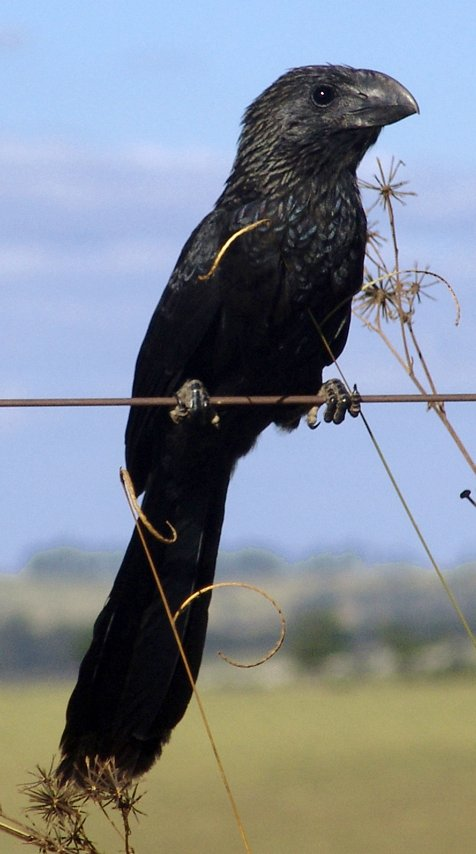
Anum-preto, ave que se prestaria a feitiços de amor, no Brasil.

No Brasil os feitiços de amor têm raízes na Europa e também na África.
Tanto no Sul, como no Nordeste e no Norte, a ave chamada anum se presta a variados tipos de feitiços e poções do amor; para os sulistas comer o coração da ave pensando numa moça a fará se apaixonar - o mesmo resultado será obtido ao se passar o bico do pássaro no rastro de uma mulher (desde que seja o anum-branco ou guira-guira, lá também chamado de "quiriru"); em Pernambuco, o fígado deste animal serve-se ao papel da conquista amorosa, ministrado junto a uma fórmula cabalística.
Arraigada na cultura popular, a questão do feitiço de amor faz parte da letra do primeiro samba gravado no Brasil - Pelo Telefone - de autoria de Donga e Mauro de Almeida.
A despeito disso, a prática foi considerada criminosa pelo Código Criminal de 1890, cujo artigo 147 tipificava: "Praticar o espiritismo, a magia e seus sortilégios, usar de talismãs e cartomancias para despertar sentimentos de ódio ou amor, inculcar cura de moléstias curáveis ou incuráveis, emfim, para fascinar e subjugar a credulidade pública" (grifamos).

### Em Portugal
Em Portugal, "Feitiço de Amor" é o título de uma telenovela, exibida originalmente em 2008 e 2009, e seus índices de audiência, junto a outras produções locais, superaram as das telenovelas brasileiras exibidas na mesma época.

## O feminino nos feitiços de amor

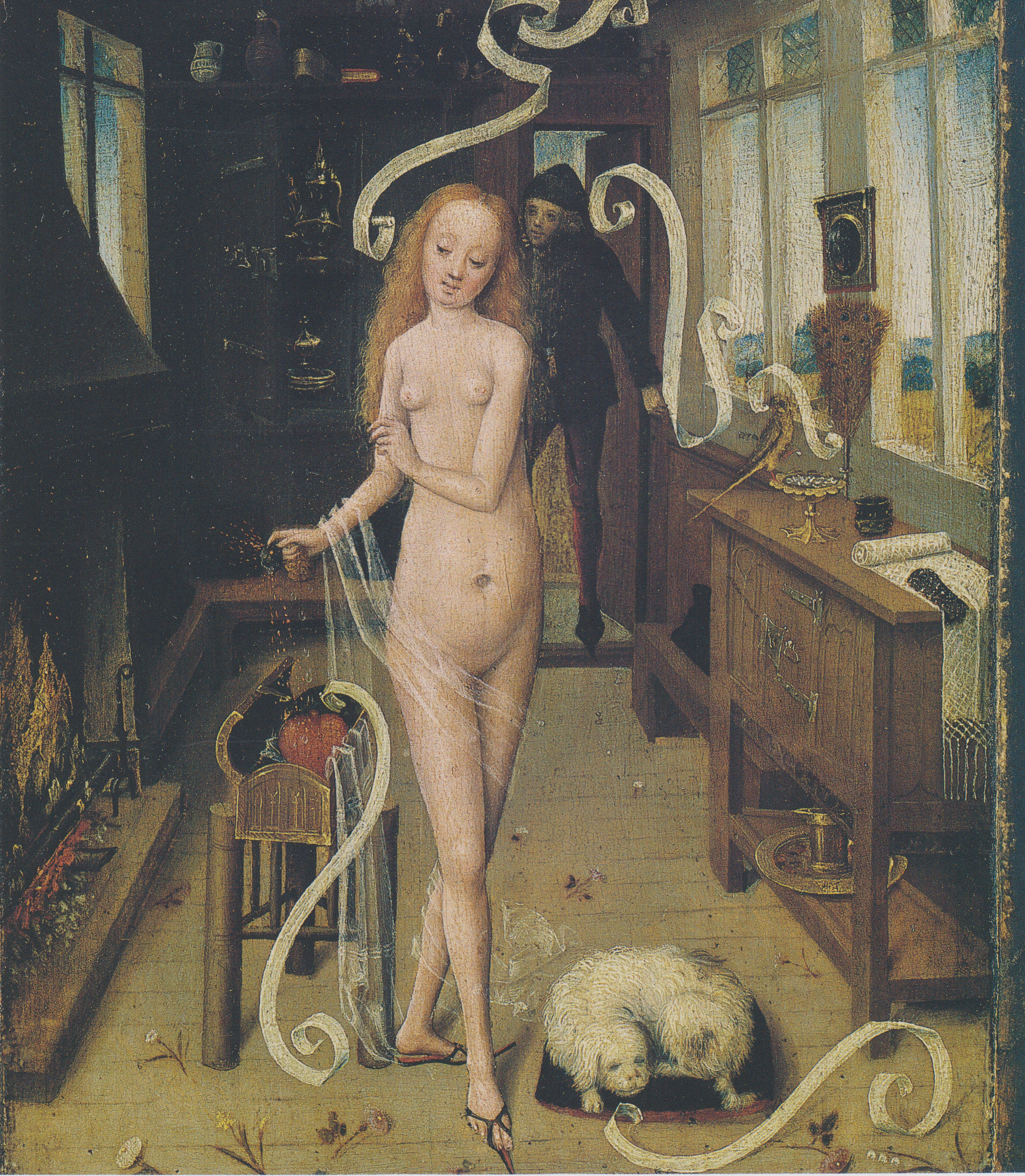
Mulher realizando feitiço do amor, numa pintura do fim da Idade Média.

As mulheres têm nos feitiços de amor uma forma de lidar com a ansiedade amorosa; elas, ainda, são herdeiras das práticas (cantos, conjurações, ritos) que vêm desde a Idade Média - e compreender tal fenômeno é penetrar na "mágica feminina".
As mulheres apaixonadas, segundo se apurou no estudo das práticas registrados na Espanha ao longo do tempo, não estavam satisfeitas em apenas ter o amor correspondido - mas estendiam suas aspirações e paixões a obter um controle total da vontade do homem amado - e isto por razões bastante pragmáticas, e nada misticas: ela percebiam que precisavam obter o apoio masculino, de forma a serem valorizadas socialmente.
Uma vez esgotadas as tentativas de feitiços de controle do ser amado, restava então como último recurso o de provocar no homem a impotência sexual; mas esta teria que ser com relação a "outras mulheres", e não para aquela específica que realizara o conjuro ou prática mágica.

### Atualidade
No final dos anos 80 a Newsweek publicara que era mais fácil mulheres de certa idade sofrerem um atentado terrorista do que arranjarem casamento; diante desta situação desesperadora, pessoas como ocultistas passaram a oferecer seus préstimos; uma destas, Regina, ensinava alguns feitiços infalíveis, que devem começar junto com a lua nova:
- Pega-se uma fotografia do homem e a coloca junto de uma fotografia própria, olhando-os juntos e imaginando os dois realizando coisas de amor; isto deve ser feito a intervalos regulares - como a cada nascer ou pôr do sol, ou à meia-noite, por exemplo - durante cinco a dez minutos, até uma hora; velas e incensos podem ajudar a se concentrar. As ações devem se repetir por um mês.[18]
- Pega-se uma peça de roupa ou um pouco de cabelo da pessoa amada. A roupa traz um pouco da essência dela, suas vibrações. Trança-se o cabelo com um fio vermelho e depois coloca-se fogo - o que é muito poderoso, fazendo com que a pessoa fique obcecado por quem fez o feitiço.[18]
- Compartilhar uma romã com a pessoa amada, tomando-se cuidado para nenhuma delas comer além da metade, ou uma gostará mais da outra.[18]
- Esfregar um pouco de seu próprio suor em lanches, ou cozinhá-lo junto ao alimento que o homem irá comer.[18]
- Esfregar um ovo pelo corpo e, depois, fritá-lo para que o homem coma.[18]

## Literatura

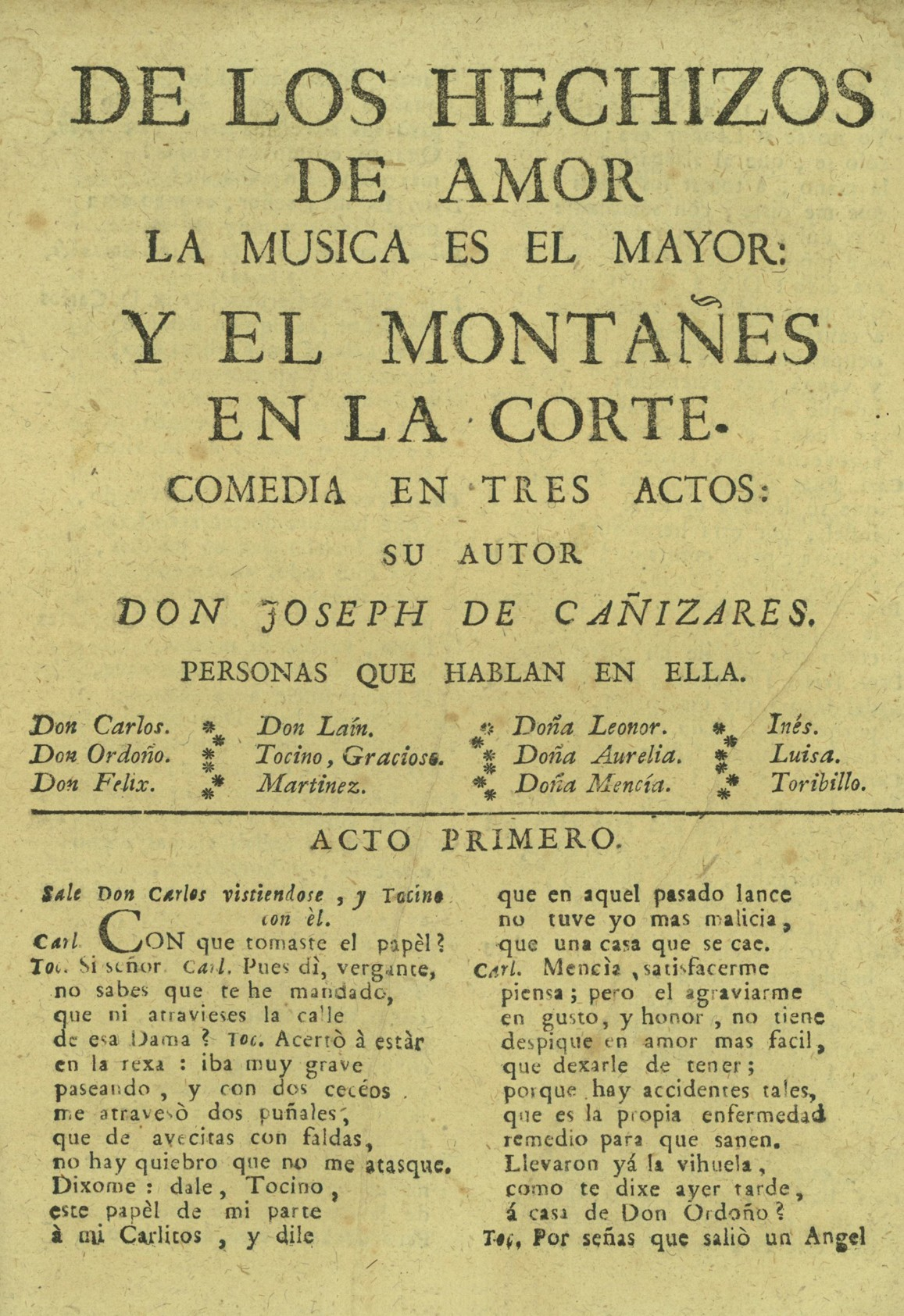
Primeira página da obra de 1764 de José de Cañizares.

"Feitiço de amor e outro contos" (no original:  “Liebeszauber”) é o título de uma das obras do escritor alemão Ludwig Tieck, 
José de Cañizares, escritor espanhol do século XVIII, é autor da comédia "De los hechizos de amor, la musica es el mayor, y el montañès en la Corte" ("Dos feitiços de amor a música é o maior, e o montanhês na Corte"), publicada em 1764, paródia que retratava com humor a vida burguesa e seus costumes.
Na obra Pelo Sertão do escritor brasileiro Afonso Arinos, o bruxo "Tio Miguel" atende a mulata Benedita, escrava, que pretende conquistar o amor de um certo Miguel; a fim de preparar o feitiço, o velho pede que ela lhe entregue "Juquinha", o menino filho da senhora a quem Benedita servia, mas esta se recusa a fazê-lo; a um descuido dela o feiticeiro rapta a criança e, de posse dela, tenciona preparar o encantamento de amor não apenas para Benedita, mas para várias outras pessoas que tinham feito pedido similar - sendo tais encomendas uma prática bastante comuns, mesmo em dias atuais; além disto, o infanticídio é um crime muitas vezes atribuído às práticas de bruxaria.
Paulina Chiziane, autora moçambicana, em seu Niketche: Uma História de Poligamia, narra a existência de um objeto mágico - o licaho - que seria uma espécie de canivete que protegeria a castidade ou fidelidade de alguém: "Quando o intruso penetra nos aposentos alheios, o canivete fecha-se por magia e, nesse instante, os dois amantes permanecem colados um no outro, sem poderem mover-se e ficam assim, dias e dias, até que a morte os leva."